# 베어셰어
베어셰어(BearShare)는 프리 피어스(Free Peers)가 마이크로소프트 윈도우용으로 개발한 P2P 파일 공유 응용 프로그램이다. 뮤직랩(MusicLab, LLC)에 의해 자사의 구독 서비스와 밀접한 연동을 위해 아이메시(iMesh) 버전으로 리브랜딩되기도 했다.

## 역사
프리 피어스사의 주 운영사는 Vincent Falco와 Louis Tatta였다. 베어셰어는 2000년 12월 4일 그누텔라 기반 P2P 파일 공유 애플리케이션으로서 런칭하였으며 IRC, 베어셰어 피처드 아티스트, 온라인 도움말 문서, 그리고 애플리케이션의 전용 웹 브라우저 창으로 통합되는 지원 포럼을 포함할 정도로 혁신적인 기능들이 포함되었으며 사용자의 미디어 컬렉션을 정리하기 위한 미디어 플레이어이자 라이브러리 창도 포함되었다.
2016년 6월 12일, 베어셰어는 더 이상 다운로드가 불가능하다. 공식 페이지에서 2017년 3월까지 접속 중단을 계속한다는 메시지가 유지되었다.